# Lucinidae
Lucinidae é uma família de moluscos bivalves da ordem Veneroida. Está dividida em vários gêneros:
Família Lucinidae
- Gênero Anodontia Link, 1807
  - Anodontia alba Link, 1807
  - Anodontia edentula (Linnaeus, 1758)
  - Anodontia edentuloides (Verrill, 1870)
  - Anodontia philippiana (Reeve, 1850)
- Gênero Codakia Scopoli, 1777
  - Codakia costata (d'Orbigny, 1842)
  - Codakia cubana W. H. Dall, 1901
  - Codakia decussata (O. G. Costa, 1836)
  - Codakia distinguenda (Tryon, 1872)
  - Codakia orbicularis (Linnaeus, 1758)
  - Codakia orbiculata (Montagu, 1808)
  - Codakia pectinella (C. B. Adams, 1852)
- Gênero Ctena Mörch, 1860
  - Ctena bella
  - Ctena transversa
- Gênero Divalinga Chavan, 1951
  - Divalinga quadrisulcata (d'Orbigny, 1842)
- Gênero Divaricella von Martens, 1880
  - Divaricella angulifera (d'Orbigny, 1842)
  - Divaricella dentata (W. Wood, 1815)
  - Divaricella divaricata
  - Divaricella quadrisulcata (d'Orbigny, 1842)
- Gênero Epilucina W. H. Dall, 1901
  - Epilucina californica (Conrad, 1837)
- Gênero Here Gabb, 1866
  - Here excavata (Carpenter, 1857)
  - Here ricthofeni (Gabb, 1866)
- Gênero Linga De Gregorio, 1884
  - Linga amiantus (W. H. Dall, 1886)
  - Linga cancellaris (Philippi, 1846)
  - Linga columbella Lamarck, 1819
  - Linga excavata (Carpenter, 1857)
  - Linga leucocyma W. H. Dall, 1886
  - Linga leucocymoides (Lowe, 1935)
  - Linga pensylvanica (Linnaeus, 1758)
  - Linga sombrerensis (W. H. Dall, 1886)
  - Linga undatoides (Hertlein and Strong, 1945)
- Gênero Loripes Poli, 1791
  - Loripes lucinalis (Lamarck, 1818)
- Gênero Lucina Lamarck, 1799
  - Lucina amianta (W. H. Dall, 1901)
  - Lucina bermudensis W. H. Dall, 1901
  - Lucina excavata
  - Lucina fenestrata Hinds, 1845
  - Lucina floridana Conrad, 1833
  - Lucina keenae Chavan, 1971
  - Lucina leucocyma W. H. Dall, 1886
  - Lucina muricata (Sprengler, 1798)
  - Lucina nassula (Conrad, 1846)
  - Lucina nuttalli (Conrad, 1791)
  - Lucina pectinata (Gmelin, 1791)
  - Lucina pensylvanica (Linnaeus, 1758)
  - Lucina radians (Conrad, 1841)
  - Lucina sombrerensis W. H. Dall, 1886
  - Lucina trisulcata Conrad, 1841
- Gênero Lucinella Monterosato, 1883
  - Lucinella divaricata (Linnaeus, 1758)
- Gênero Lucinisca W. H. Dall, 1901
  - Lucinisca muricata (Spengler, 1798)
  - Lucinisca nassula (Conrad, 1846)
  - Lucinisca nuttalli (Conrad, 1837)
- Gênero Lucinoma W. H. Dall, 1901
  - Lucinoma aequizonatum (Stearns, 1890)
  - Lucinoma annulatum (Reeve, 1850)
  - Lucinoma atlantis R. A. Mclean, 1936
  - Lucinoma blakeanum (Bush, 1893)
  - Lucinoma borealis
  - Lucinoma filosa (Stimpson, 1851)
  - Lucinoma filosum (Stimpson, 1851)
  - Lucinoma heroica (W. H. Dall, 1901)
- Gênero Myrtea Turton, 1822
  - Myrtea compressa (W. H. Dall, 1881)
  - Myrtea lens (A. E. Verrill e S. Smith, 1880)
  - Myrtea pristiphora W. H. Dall e Simpson, 1901
  - Myrtea sagrinata (W. H. Dall, 1886)
  - Myrtea spinifera Montagu, 1803
- Gênero Parvilucina W. H. Dall, 1901
  - Parvilucina approximata (W. H. Dall, 1901)
  - Parvilucina blanda (Bland e Simpson, 1901)
  - Parvilucina costata (d'Orbigny, 1842)
  - Parvilucina lampra (W. H. Dall, 1901)
  - Parvilucina lingualis (Carpenter, 1864)
  - Parvilucina mazatlanica (Carpenter, 1855)
  - Parvilucina multilineata (Tuomey e Holmes, 1857)
  - Parvilucina tenuisculpta (Carpenter, 1864)
- Gênero Pillucina Pilsbry, 1921
  - Pillucina hawaiiensis
  - Pillucina spaldingi Pilsbry, 1921
- Gênero Pseudomiltha
  - Pseudomiltha floridana (Conrad, 1833)
  - Pseudomiltha tixierae Klein, 1967